# Jacques Bodin

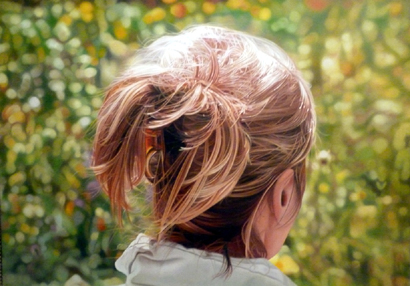
De dos XXIX, by Jacques Bodin, oil on canvas

Jacques Bodin (nacido en 1949) es un pintor francés de vanguardia, especialmente conocido por sus representaciones hiperrealistas y primeros planos del cabello femenino visto desde atrás, mientras sus modelos miran introspectivamente hacia un fondo difuso. El arte de Bodin explora también otros temas cotidianos como hierbas, frutas o vegetación, así como la naturaleza muerta, siempre con minuciosa atención al detalle. Su trabajo ha sido expuesto en Francia, China, Reino Unido, Hong Kong, Estados Unidos, España, Grecia y México y fue seleccionado para ilustrar artículos sobre fotorrealismo e hiperrealismo en las ediciones rusa y noruega de la Wikipedia..